# Pfarrhaus (Dietmannsried)

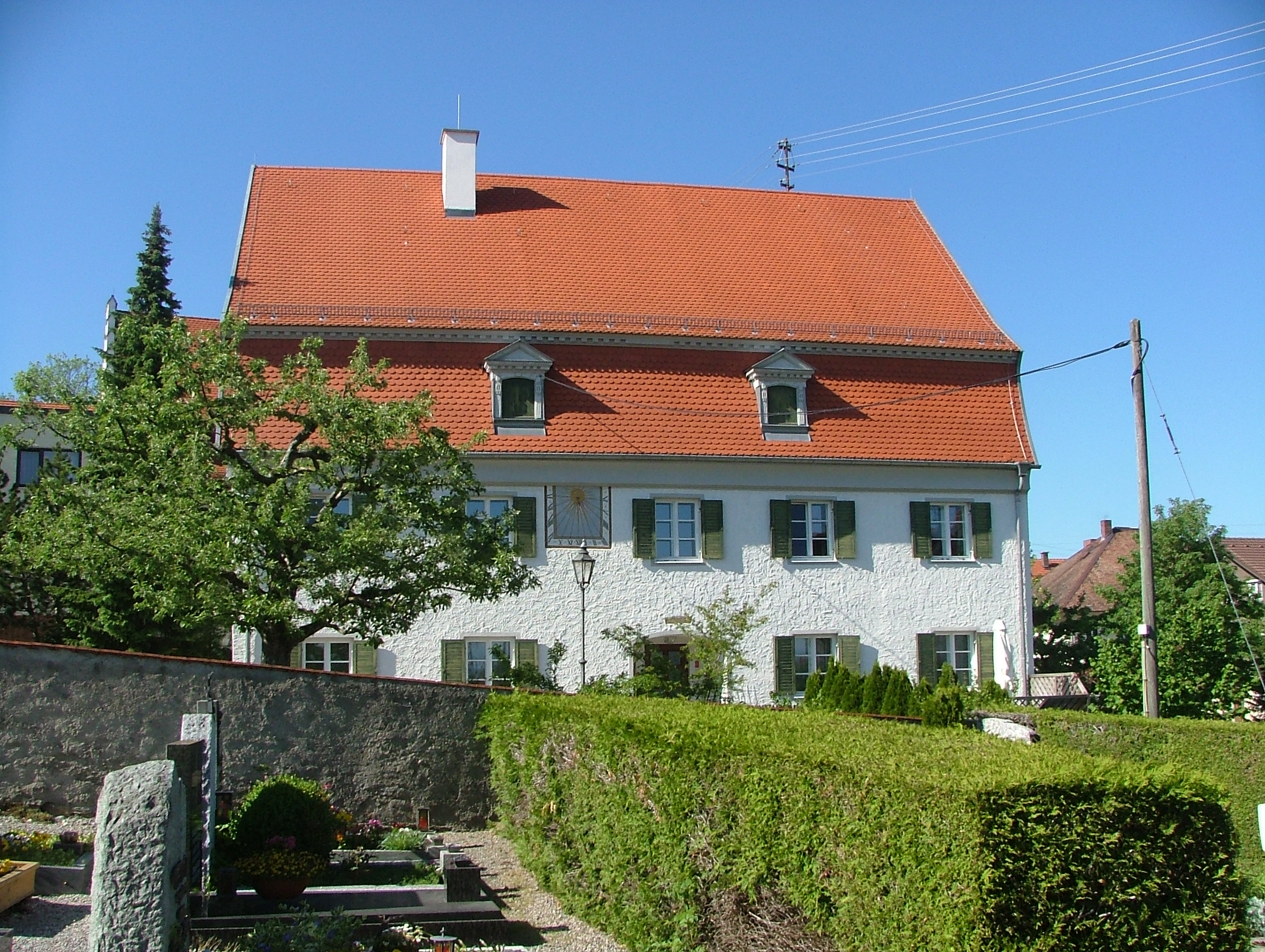
Pfarrhaus in Dietmannsried

Das Pfarrhaus in Dietmannsried, einer Gemeinde im Landkreis Oberallgäu im bayerischen Regierungsbezirk Schwaben, wurde 1573 errichtet. Das Pfarrhaus am Kirchplatz 1, nordöstlich des Friedhofs, ist ein geschütztes Baudenkmal.
Der zweigeschossige Mansarddachbau mit Dachgauben entstand im Kern wohl im Jahr 1573 und wurde 1665 erneuert. Das heutige Dach wurde um 1811 errichtet.